# PTS-DOS
PTS-DOS je diskový operační systém, klon DOSu, vyvíjený v Rusku PhysTechSoftem.

## Historie a verze
PhysTechSoft vznikl v roce 1991 v Moskvě absolventy a členy Moskevského institutu fyziky a technologii, neformálně známého jako PhysTech. Ke konci roku 1993 PhysTechSoft vydává první komerčně dostupné PTS-DOS jako PTS-DOS v6.4  V číslování verzí následoval MS-DOS čísla verzí, jak Microsoft vydal MS-DOS 6.2 v listopadu 1993.
V roce 1995 někteří programátoři opustili PhysTechSoft a založili Paragon Software Group. S sebou si vzali zdrojový kód a vydali svou vlastní verzi s názvem PTS-DOS v6.51 CD. Podle oficiálního oznámení PhysTechSoft porušili tito programátoři autorská práva.
PhysTechSoft pokračoval ve vývoji a v roce 1997 byl vydán PTS-DOS v6.6. Další verze od PhysTechSoft, formálně PTS/DOS Extended verze 6.70 byla označena PTS-DOS 2000 a je stále byla distribuována jako poslední 16bit systém PTS-DOS. Poté ještě vydal PTS-DOS 32, formálně PTS-DOS7.0, který obsahoval podporu souborového systému FAT32.

## Hardwarové požadavky
- Intel 80286 CPU nebo lepší
- 512kB RAM nebo více